# Theresa Lardi Awuni
Theresa Lardi Awuni, née le 2 janvier 1979 à Winkongo, est une femme politique ghanéenne membre du Congrès national démocratique,,. Elle siège au Parlement du Ghana, où elle est députée de la circonscription d'Okaikwei Nord  (région du Grand Accra) depuis 2020.

## Biographie

### Jeunesse et éducation
Theresa Lardi Awuni est originaire de Winkongo dans la région du Haut Ghana oriental. Elle obtient une licence en gestion de projet de l'Institut ghanéen de gestion et d'administration publique en 2018.

### Carrière

#### Gestion des risques
Awuni travaille à l'Organisation nationale de gestion des catastrophes du Ghana en tant que responsable principale de contrôle des catastrophes.

#### Politique
Awuni débute comme commissaire aux femmes de l'Institut ghanéen de gestion et d'administration publique.
En août 2019, elle se présente aux primaires du Congrès national démocratique pour la circonscription d'Okaikwei Nord et remporte la  victoire pour représenter le parti aux élections de décembre 2020,.
En décembre 2020, elle est élue députée de la circonscription d’Okaikwei Nord avec 51% des voix, contre 47,5% pour son opposant du Nouveau Parti Patriotique, le député sortant Fuseini Issah. Elle est l'une des 40 femmes représentant leurs circonscriptions respectives au 8e Parlement à partir du 7 janvier 2021. Durant la 8e législature, elle est membre du Comité de législation subsidiaire et du Comité du commerce, de l'industrie et du tourisme.
Elle est réélue députée de la circonscription d'Okaikwei Nord en décembre 2024.

## Vie personnelle
Awuni est de religion chrétienne.